# Insectes-aliments
Ne doit pas être confondu avec entomophagie.
Les insectes-aliments ou insectes-fourrage sont d'une part des insectes d'espèces élevées pour l'alimentation des animaux de compagnie (petfood), en particulier ceux qui sont élevés en terrarium et en aquarium, et d'autre part ceux d'espèces utilisées comme ingrédient alimentaire (farine d'insectes) dans l'industrie de l'alimentation animale.

## Insectes destinés aux animaux de compagnie

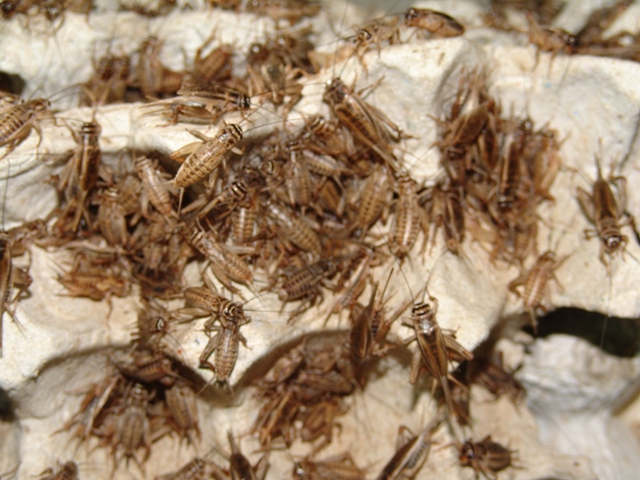
Élevage de grillons.

Certains animaux de compagnie, comme les reptiles et les amphibiens, reçoivent généralement de la nourriture vivante sous forme d'insectes vendus dans les animaleries. Les insectes alimentaires courants comprennent des espèces de grillons telles que le grillon domestique, les grillons à ailes courtes (Gryllodes sigillatus) ou les grillons provencaux, ainsi que les larves de coléoptères noirs telles que le ténébrion meunier, le petit ténébrion (Alphitobius diaperinus) ou les larves de Zophobas. Les aliments pour animaux de compagnie à base d'insectes sont désormais également disponibles comme aliments pour chiens et pour chats,.

## Insectes destinés aux animaux d'élevage

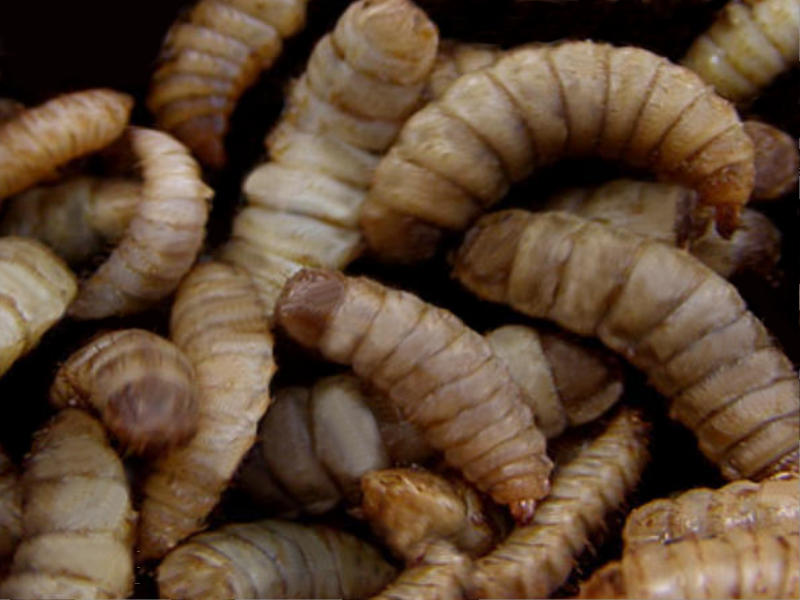
Larves de mouche soldat

En raison de leurs valeurs nutritionnelles, notamment de leur teneur élevée en protéines, diverses espèces d'insectes peuvent être considérées comme des aliments adaptés à l'élevage et l'engraissement des animaux et à l'aquaculture y compris au niveau industriel. Des régimes alimentaires à base d'insectes ont été étudié scientifiquement pour les porcs, les volailles et les poissons comestibles. Les insectes peuvent fournir suffisamment de protéines et d'acides aminés, c'est pourquoi on étudie la possibilité de remplacer la farine de soja et la farine de maïs par de la farine d'insectes pour l'élevage et l'engraissement des animaux. Cependant, les insectes présentent des inconvénients par rapport aux aliments traditionnels en termes de performances et de croissance. Les insectes élevés sont légalement considérés comme des animaux de ferme, ils ne sont donc pas autorisés à recevoir des aliments à base de protéines de ruminants, de déchets de cuisine et de table, de farines de viande et d'os et d'autres déchets.
Considérant la préservation de l'environnement et des ressources ainsi que la sécurité alimentaire en regard de la croissance de la population, l'Organisation des Nations unies pour l'alimentation et l'agriculture (FAO) a appelé à une utilisation accrue des insectes dans l'alimentation.

### Insectes destinés à l'aquaculture
L'utilisation de sept espèces d'insectes comme aliments pour l'aquaculture est autorisée dans l'Union européenne depuis le 1er juillet 2017:
- Mouche soldat noire (Hermetia illucens),
- Mouche domestique (Musca domestica),

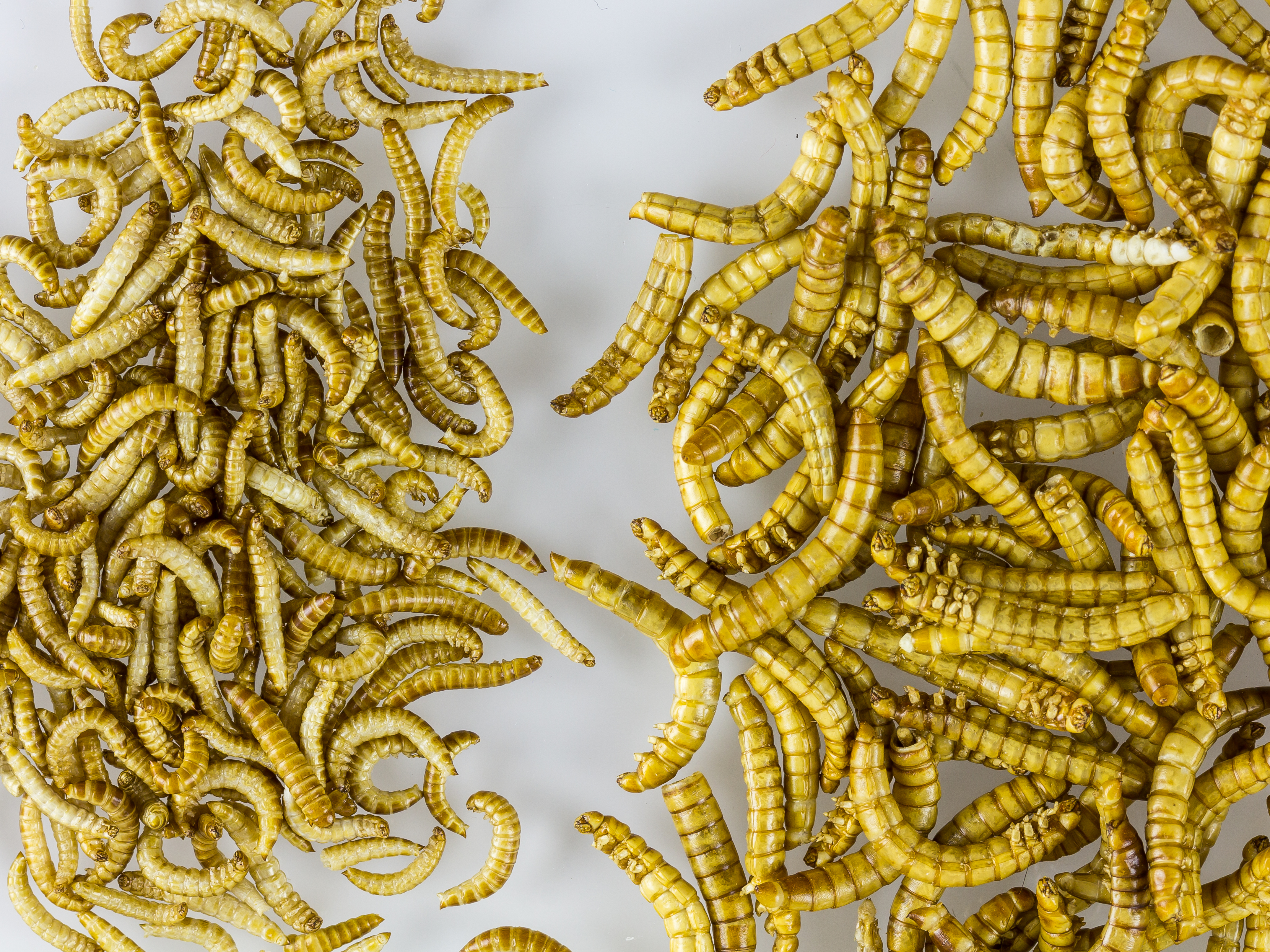
Ténébrion meunier et petit ténébrion (à droite) comme aliments.

- Ténébrion meunier et petit ténébrion (à droite) comme aliments.Ténébrion meunier (Tenebrio molitor),
- Petit ténébrion (Coléoptère de la moisissure des grains noir brillant, fréquent dans les élevages de volaille, Alphitobius diaperinus),
- Grillon domestique( Acheta domesticus ),
- Grillon replel (Gryllodes sigillatus) ,
- Grillon des steppes (Gryllus assimilis).

L'incorporation de mouches soldats noires dans l'alimentation des poissons destinés à la consommation humaine a eu des résultats positifs et n'a entraîné aucune différence dans le goût ou la texture du poisson.

### Nourriture d'insectes destinés aux porcs et aux volailles
Le 17 août 2021, la Commission européenne a adopté la décision de modifier le règlement sur l'interdiction de nourrir des animaux (règlement UE 2021/1372). Cela permet d'utiliser certaines protéines animales pour nourrir les monogastriques comme le porc et la volaille. Cela inclut également les protéines obtenues à partir d’insectes. Le changement est entré en vigueur le 7 septembre 2021.